# Саласар, Виктор Эсекиэль
Виктор Эсекиэль Саласар (исп. Víctor Ezequiel Salazar; род. 26 мая 1993, Сан-Мигель-де-Тукуман) — аргентинский футболист, защитник клуба «Олимпия».

## Клубная карьера
Саласар — воспитанник клуба «Росарио Сентраль». 22 ноября 2014 года в матче против «Олимпо» он дебютировал в аргентинской Примере. В 2017 году Саласар подписал контракт с «Сан-Лоренсо». Сумма трансфера составила 1,6 млн. евро. 10 сентября в матче против своего бывшего клуба «Росарио Сентраль» он дебютировал за новую команду. Летом 2021 года Саласар перешёл в парагвайский клуб «Олимпия». 27 июля в матче против 12 октября он дебютировал в парагвайской Примере. 24 июля 2022 года в поединке против «Гвайреньи» Виктор забил свой первый гол за «Олимпию». В том же году игрок помог клубу выиграть чемпионат. 

## Достижения
Клубные
 «Олимпия» (Асунсьон)
- Победитель парагвайской Примеры — Клаусура 2022
- Обладатель Кубка Парагвая — 2021
- Обладатель Суперкубка Парагвая — 2021